# Parque das Nações Indígenas

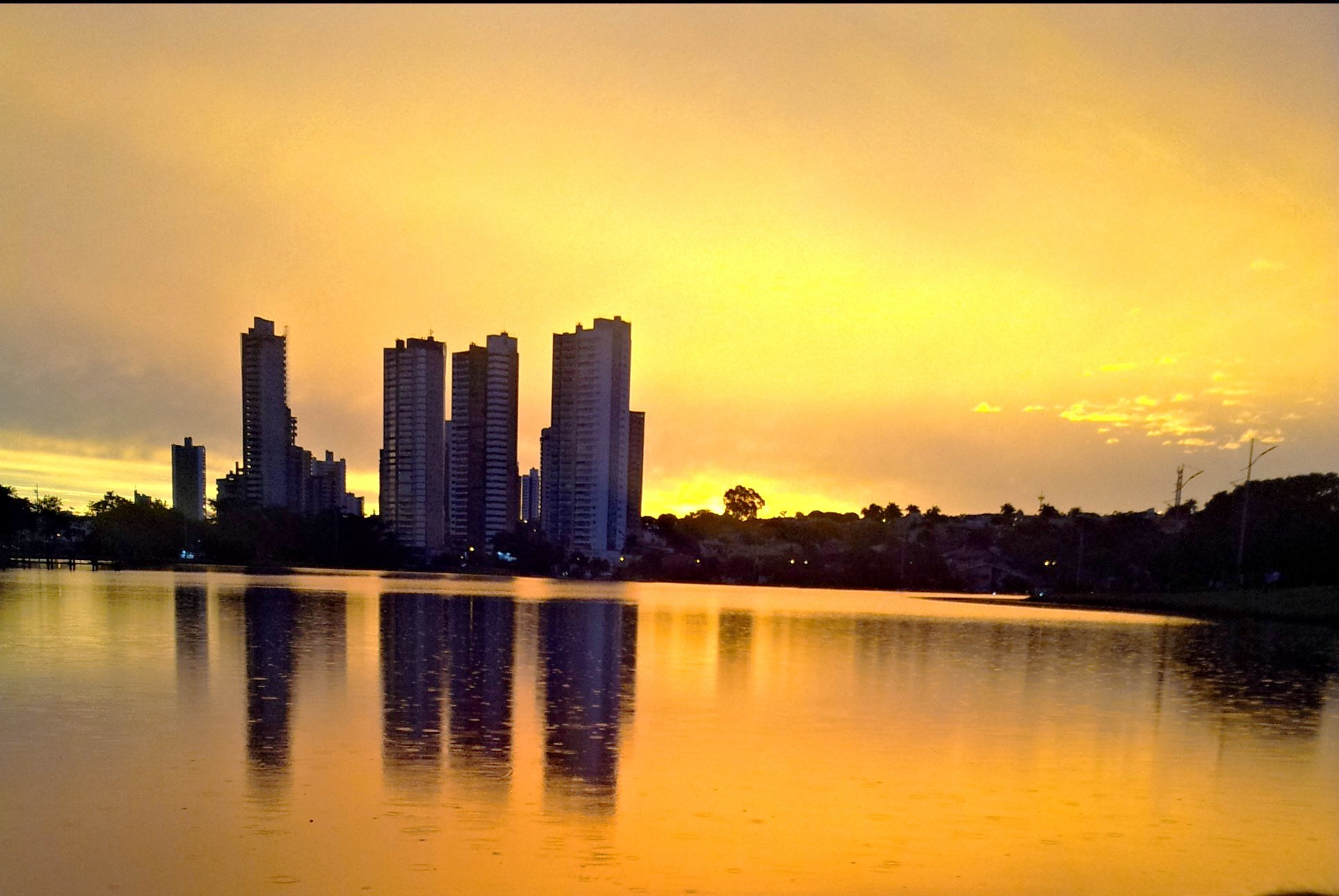
Vista do Parque das Nações Indígenas

O Parque das Nações Indígenas é um parque urbano na cidade de Campo Grande, Brasil. Possui área de 1 163 876,98 m² e oferece infraestrutura de lazer e esporte às margens de um lago formado pelas águas da nascente do córrego Prosa. Dispõe de quadras de esportes, pista de skate, patins e bicicleta, sanitários, pista para caminhada de quatro mil metros inteiramente asfaltada, além de cinco parquinhos infantis próximos às entradas, sendo um deles um parque infantil adaptado para crianças com deficiência. Nas entradas do parque pequenas lanchonetes servem aos visitantes água de coco, suco, água mineral, pipoca e lanches. O parque tem policiamento e é vigiado todas as horas do dia por câmeras da Polícia Militar de Mato Grosso do Sul.
O parque dispõe de local para apresentações culturais e tem como estruturas arquitetônicas principais a Concha Acústica Helena Meirelles, o Museu das Culturas Dom Bosco, o Museu de Arte Contemporânea, e o Monumento ao Índio ou Monumento à Zarabatana, construção em homenagem às culturas indígenas localizada próxima ao centro do parque. Cerca de 70% de sua vegetação é formada por gramas e árvores ornamentais originárias do seu projeto de paisagismo. Uma grande quantidade de espécies de árvores são preservadas, como por exemplo o jenipapo, a mangueira e a aroeira. O córrego Prosa, que nasce no Parque dos Poderes, corta toda a extensão do parque até formar um lago que possui uma pequena ilha e, no lado oposto, píers de observação. As pistas de caminhada acompanham o entorno do lago e cruzam as águas do córrego Prosa, deixando a atividade física mais agradável, especialmente nas épocas mais secas do ano. O parque tem seis entradas diferentes. Cada uma leva o nome das nações indígenas que ocupavam ou ocupam o território de Mato Grosso do Sul, tais como a guarany, kaiowá, nhandevas, kadiwéu, terenas e ofaiés.

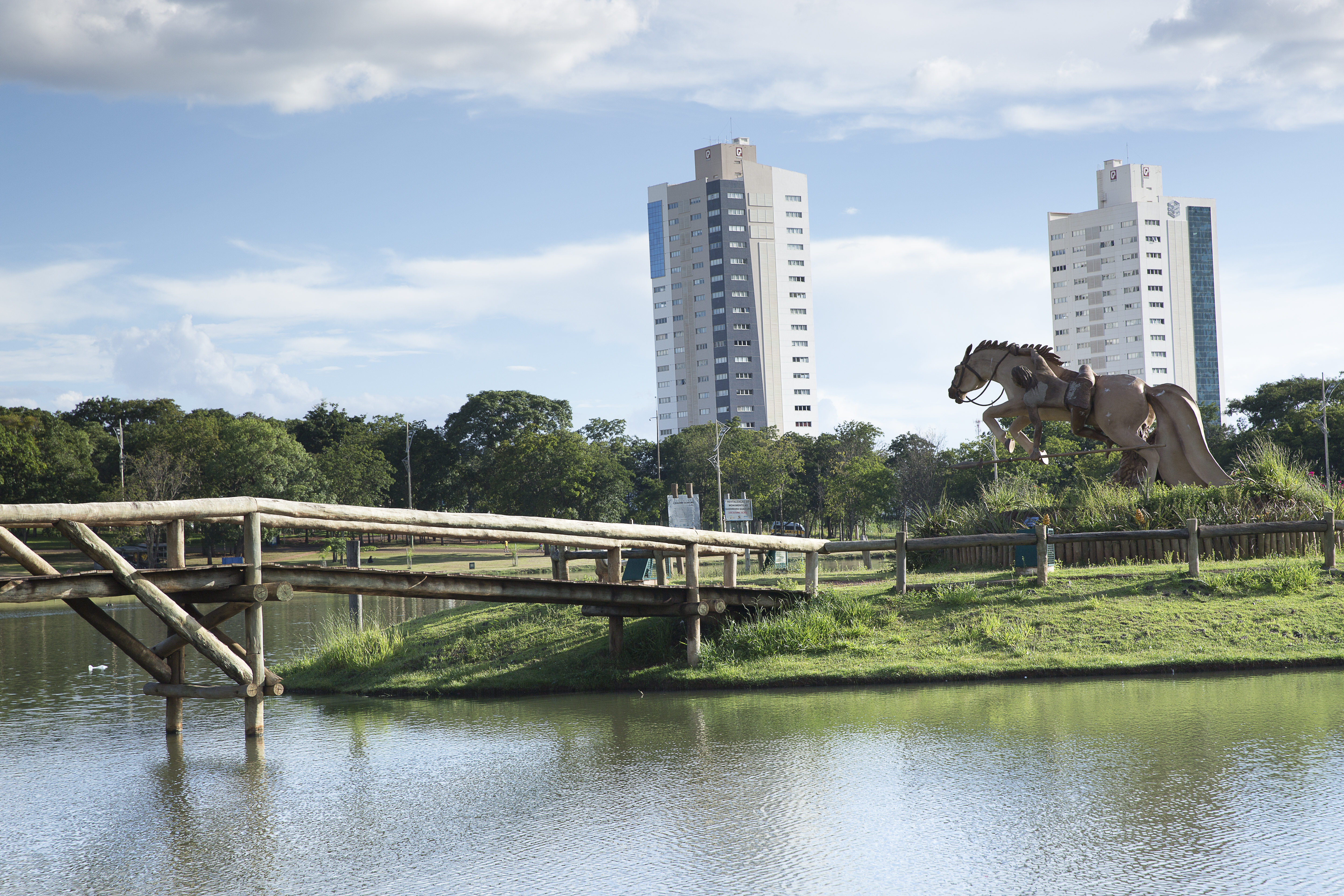
Monumento ao Cavaleiro Guaicuru

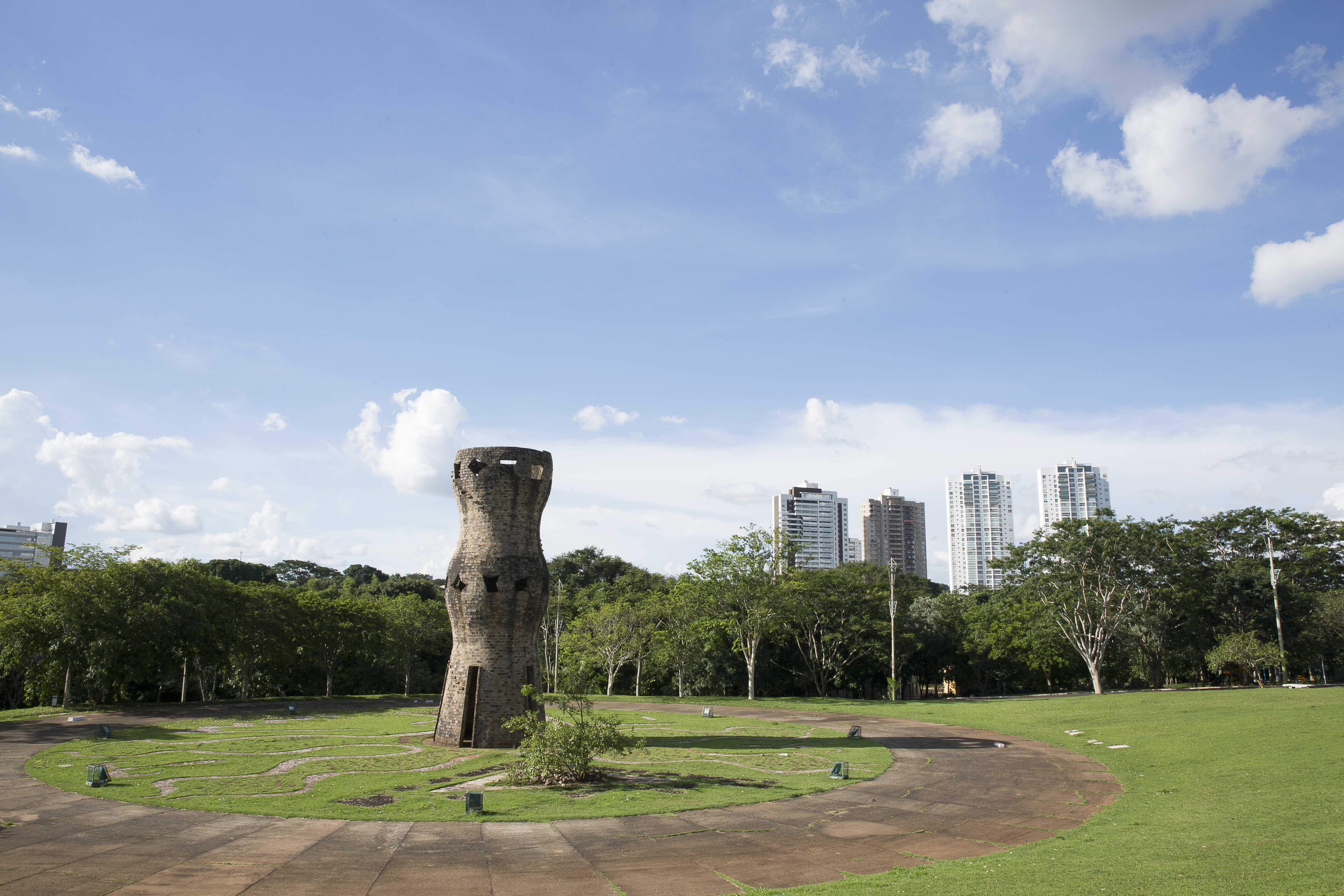
Museu ao Índio

Em 2011 foi realizada licitação para construir um gigantesco aquário de água doce para exposição de peixes encontrados no Pantanal, incluindo um complexo turístico com restaurantes, sanitários, áreas de descanso, etc. A obra só foi encerrada em 2022, quando o Bioparque Pantanal foi aberto ao público de forma gradativa .

## Horário de funcionamento e normas
O Parque das Nações Indígenas está aberto de segunda-feira à domingo, das 06h às 21h.
Não é permitido o acesso a animais domésticos, não é permitido montar barracas ou fazer fogo (ou usar churrasqueira). Bicicletas e triciclos motorizados só são permitidos com autorização. Apesar de haver a prática de canoagem e stand up padle no lago, é proibido nadar ou pescar nele. É proibido soltar pipa usando fios cortantes e também é proibido acesso ao parque portando recipientes de vidro.

## Conjunto arquitetônico
Fazem parte das construções do Parque das Nações Indígenas:

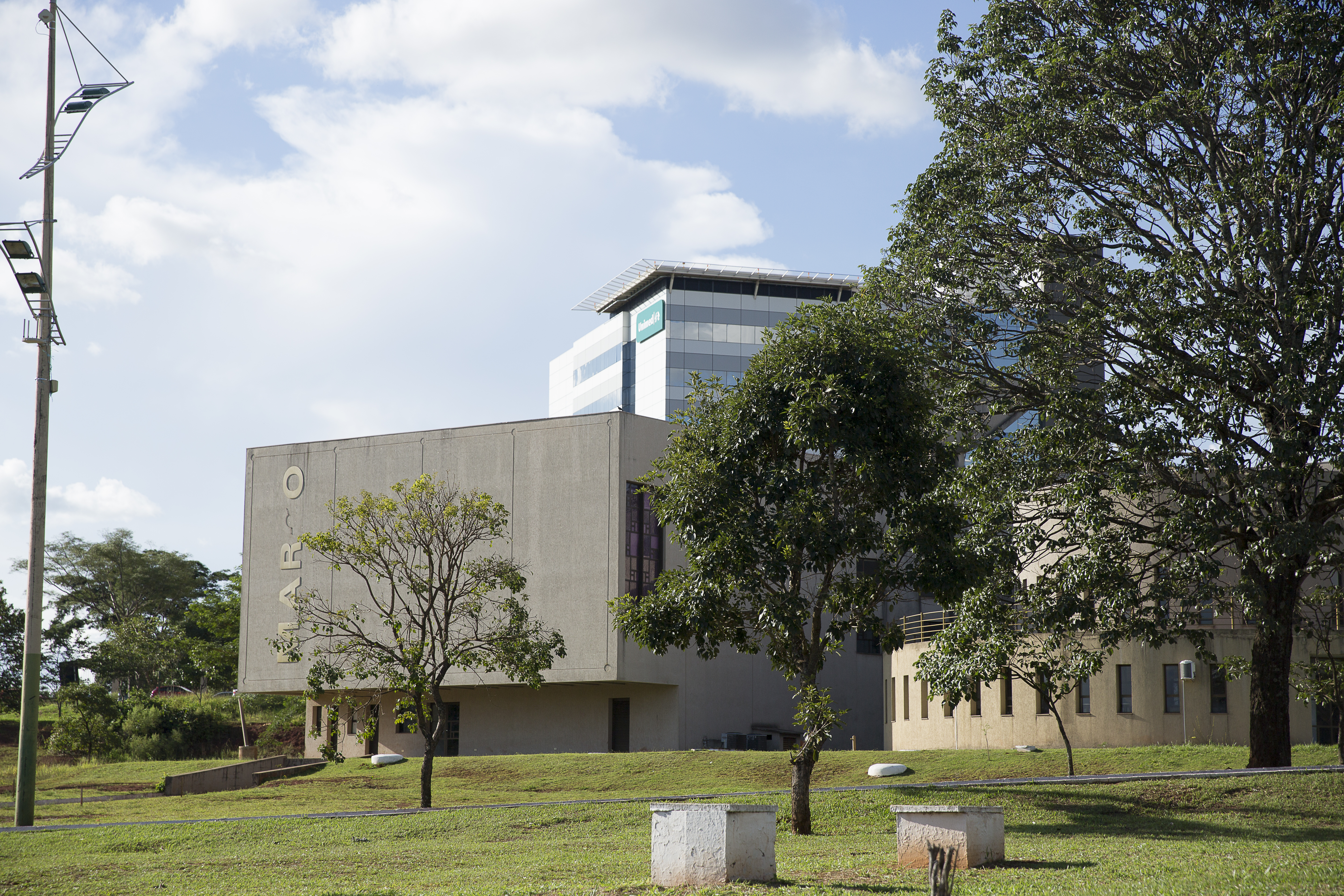
Museu de Arte Contemporânea MARCO

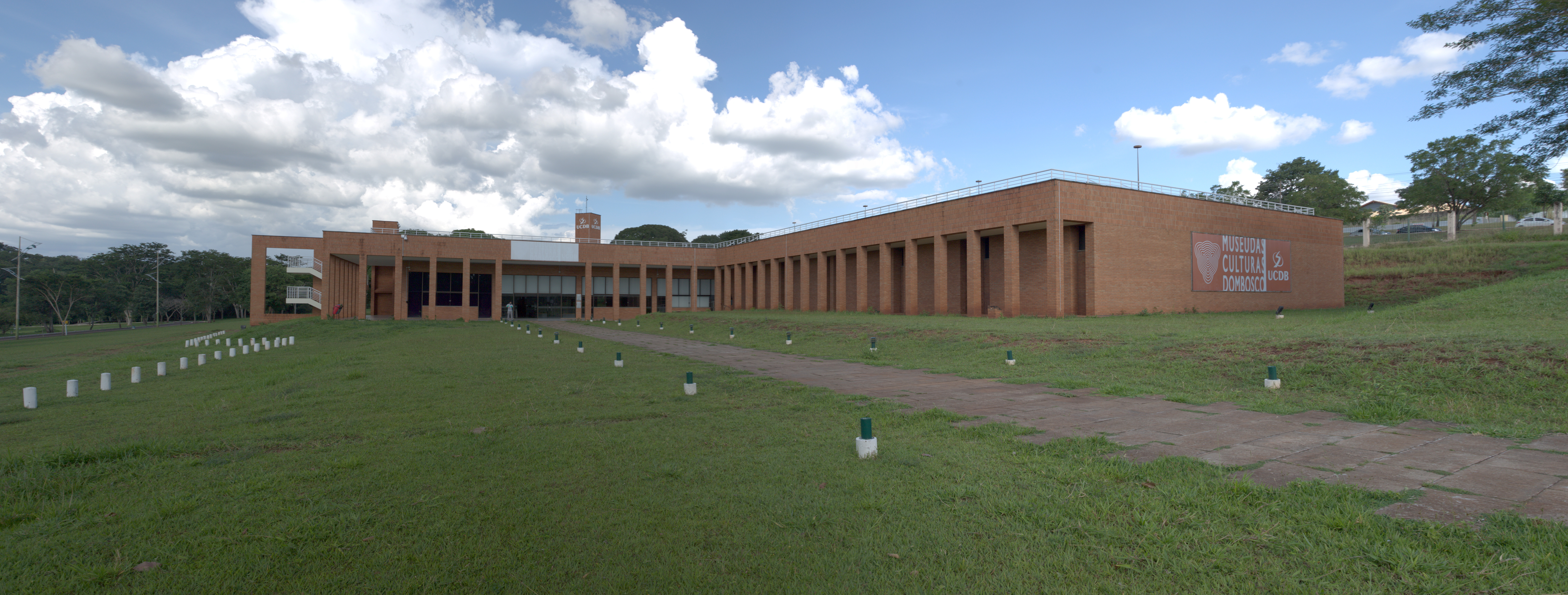
Museu das Culturas Dom Bosco

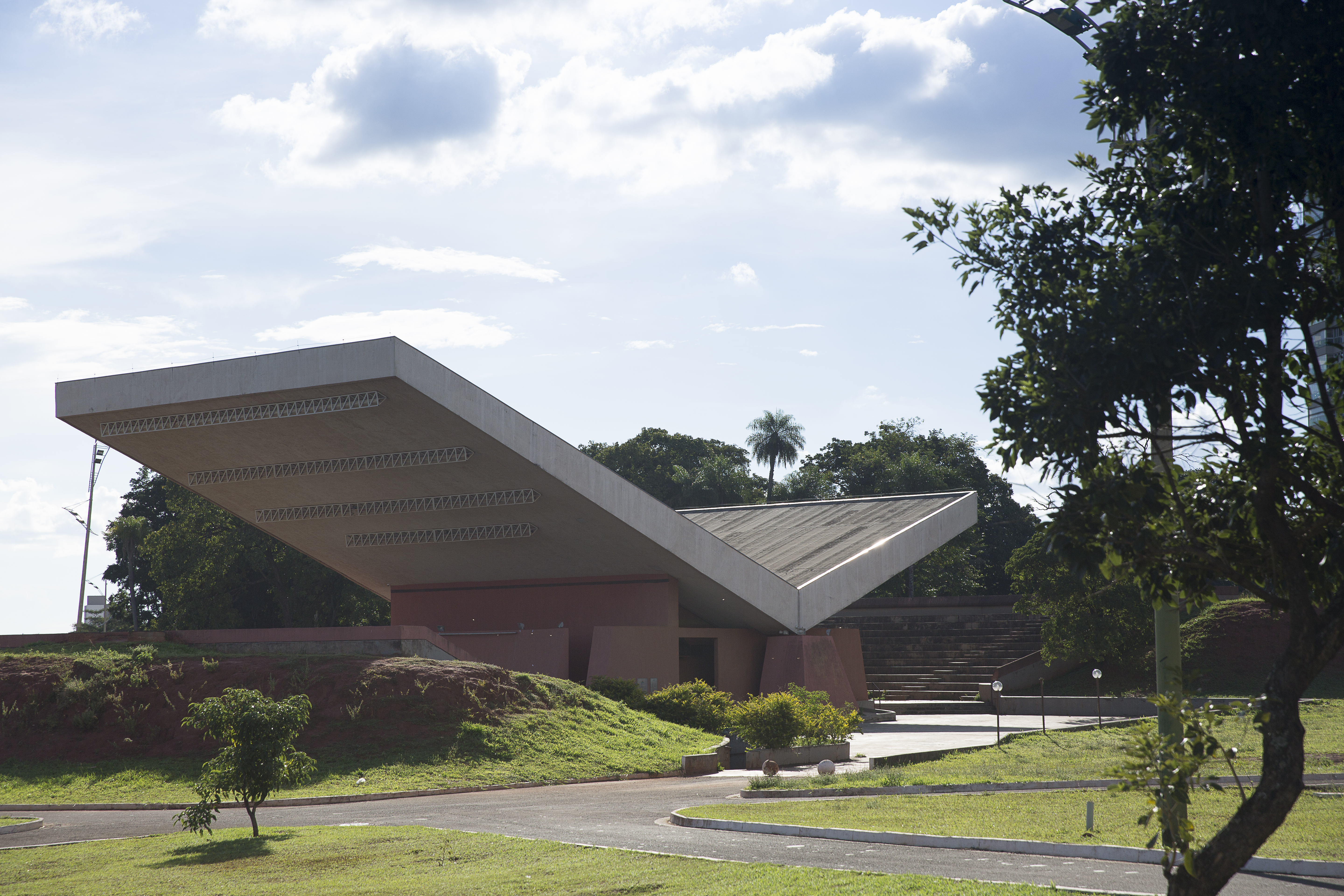
Concha Acústica

- A Concha Acústica Helena Meirelles, popularmente chamada de Concha Acústica, onde são realizadas apresentações teatrais, show musicais, palestras e minicursos [7]
- O Museu das Culturas Dom Bosco, popularmente conhecido como Museu do Índio, possui acervo considerável em exposição além de contar com salas para as atividades práticas com escolas e grupos, auditório para 105 pessoas, biblioteca específica em artes plásticas e contar com cursos de iniciação em arte.[8]
- O Monumento do Cavaleiro Guaicuru[9] é uma escultura que fica em uma pequena ilha no lago do parque. Com sete metros de comprimento e quatro de altura, a escultura foi produzida por Anor Mendes, artista plástico sul-mato-grossense. Ela representa uma das etnias de índios guaicurus considerada equestre pois incorporaram a criação de cavalos a seu modo de vida. Os guaicurus tiveram participação significativa na Guerra do Paraguai ajudando o Exército Brasileiro e combatendo como força regular brasileira[10]
- O Buffet Yotedy, é uma das estruturas que compõem o Parque das Nações Indígenas. Por estar instalado em área pública o buffet pertence ao Estado, que realiza licitação e aluga o espaço para gestão por particulares. Em 2017 o valor pago como aluguel mensal era de aproximadamente R$ 34.000,00 (trinta e quatro mil reais).[11]
- O Monumento ao Índio consiste em um obelisco em formato de zarabatana que caracteriza uma homenagem às culturas indígenas do Brasil.

## Eventos
O local já foi palco para apresentação de artistas nacionais e internacionais. No início dos anos 2000 o Projeto Temporadas Populares levava ao parque dezenas de milhares de pessoas para assistirem shows de artistas clássicos do rock e da MPB nacional 
Atualmente apresentações musicais são promovidas regularmente na Concha Acústica pela Fundação de Cultura do Estado e em outros pontos do Parque. 
No Marco também são promovidas atividades lúdicas e oficinas culturais. Competições esportivas acontecem nas dependências e no entorno do Parque, como o Circuito de Vôlei de Praia, o Torneio de Canoagem e a Volta das Nações.

## História
Nas décadas anteriores à transformação da região em área de lazer, diversos proprietários se serviam do local onde o parque está instalado atualmente para a produção de hortifrutigranjeiros e para a criação de animais de pequeno porte Na década de 1980 iniciou-se um processo de urbanização na região leste da cidade, com a construção de diversas sedes administrativas dos Poderes Estaduais no Parque dos Poderes e a implantação do Shopping Center Campo Grande em 1989. Ao serem construídos os acessos ao Parque dos Poderes, uma área de fundo de vale com peculiaridades e características de áreas de preservação que abrangia várias chácaras e terrenos situados às margens dos córregos Prosa e Reveilleau, situada no perímetro urbano compreendido pela avenida Afonso Pena, avenida Mato Grosso e córrego Soter, foi desapropriada para futura criação de um parque. A desapropriação ocorreu em 1993, com a publicação do Decreto Estadual n. 7.082, declarou de utilidade pública, para fins  de desapropriação as áreas destinadas à construção do Parque do Prosa, totalizando 116 hectares e 3 876,98 m2. Outro Decreto Estadual, publicado no mesmo ano, mudou o nome da área para Parque das Nações Indígenas.
Mesmo com suas obras parcialmente finalizadas, o parque foi aberto ao público em dezembro de 1994. Ao longo dos anos foi realizada a recomposição vegetal de sua área com a implantação de bosques de espécies típicas do cerrado. 

Em 2017 passou a ser possível que empresas "adotassem" espaços do parque responsabilizando-se pela manutenção em troca da permissão para realização de propaganda. Logo após o lançamento do Programa Estadual de Parcerias para Adoção de Áreas e Equipamentos do Parque das Nações Indígenas (Adote PNI) empresas realizaram pequenas reformas em quadras esportivas e plantio de mudas. Em 2018 foi publicada uma lei estadual específica com diversas restrições à supressão vegetal, execução de obras, exploração de recursos naturais em todo Parque dos Poderes, incluindo o Parque das Nações Indígenas 

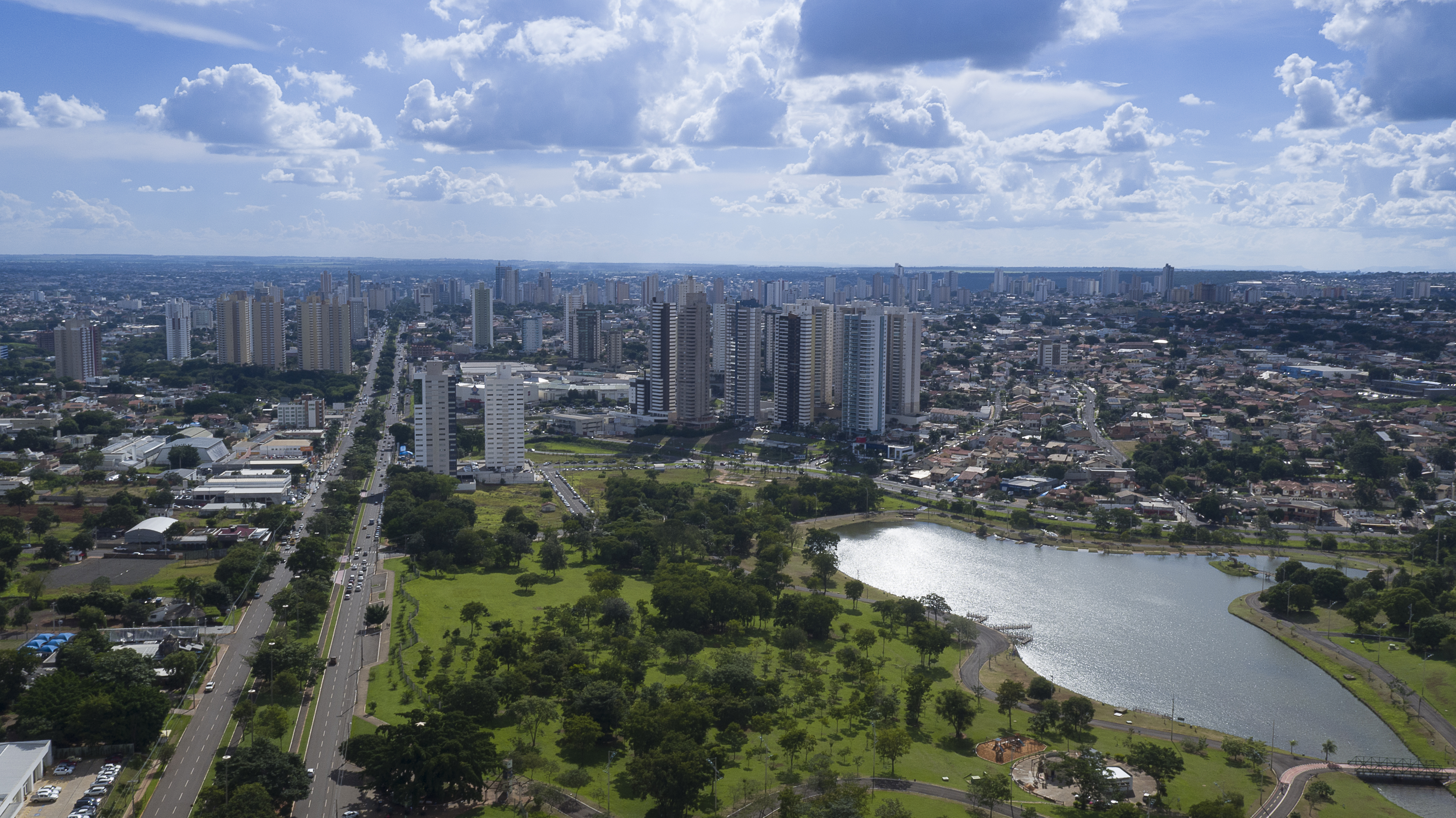
Vista aérea do Parque das Nações Indígenas

## Bioparque Pantanal
No ano de 2011 foi elaborado projeto para construção do Aquário do Pantanal, cujo nome oficial era Cepric (Centro de Pesquisa e Reabilitação da Ictiofauna). De acordo com o projeto original a estrutura ocuparia 18,6 mil metros quadrados de área construída dentro do Parque das Nações Indígenas e no projeto tanques de aquário com milhares de espécies de peixes, mamíferos, répteis e invertebrados, tornariam a obra um dos maiores aquários de água doce do mundo. 
A obra, que estava parada desde 2016, foi retomada em maio de 2019  e o local foi renomeado. Sua inauguração ocorreu em 28 de março de 2022 quando o Bioparque Pantanal foi gradativamente aberto ao público se tornou um dos maiores laboratórios de peixes do mundo, contando com 150 tanques que abrigam 220 espécies de peixes neotropicais: 151 espécies pantaneiras; 55 da Amazônia; 14 africanas e outras da Oceania, Ásia e América Central. 